# يوجي شينكاوا
يوجي شينكاوا (باليابانية: 新川洋司) (ولد في 25 ديسمبر عام 1971) هو فنان ياباني ولد في هيروشيما ، اليابان . هو معروف بتصميمه للشخصيات، البيئة والتصميمات الميكانيكية لسلسلة ميتال غير . بدأ شينكاوا العمل في تطوير الألعاب في شركة كونامي عام 1994 . ذكر شينكاوا أن الرسام الياباني يوشيتاكا أمانو يشكل مصدر إلهام له . يحب موسيقى الميتال وهو معجب بفرق موسيقية مثل كيل سويتش إنجاج وميغاديث .

## الألعاب التي عمل عليها
- بوليسنوتس
- ميتال غير سوليد
- Zone of the Enders
- ميتال غير سوليد 2: سنز أوف لبرتي
- Zone of the Enders: The 2nd Runner
- شينسينغومي
- ميتال غير سوليد 3: سنيك إيتر
- Fu-un Bakumatsu-den
- ميتال غير سوليد 4: غنز أوف ذا بتريوتس
- ميتال غير سوليد: بيس والكر
- ميتال غير سوليد: رايزنج
- ميتال غير سوليد 5: جراوند زيروز
- ميتال غير سوليد 5: ذا فانتوم بين

## روابط خارجية
- يوجي شينكاوا على موقع IMDb (الإنجليزية)
- يوجي شينكاوا على موقع ميتاكريتيك (الإنجليزية)
- يوجي شينكاوا على موقع قاعدة بيانات الفيلم (الإنجليزية)
- يوجي شينكاوا على موقع كينوبويسك (الروسية)
- يوجي شينكاوا على موقع ANN person (الإنجليزية)